# Denim Day
Le Denim Day est un évènement annuel international pendant lequel les personnes sont encouragées à porter des jeans (denim) pour attirer l’attention sur le viol et les agressions sexuelles faites aux femmes. Il est né à la suite d'une décision de la Cour de cassation italienne de 1998 d’annuler une condamnation pour viol parce que la victime portait un jean moulant.

## Historique
En 1992, à Rome, un instructeur d’auto-école de 45 ans est accusé de viol sur une jeune fille de 18 ans qui prenait sa première leçon de conduite avec lui. L’instructeur est reconnu coupable, mais la Cour de cassation annule la peine en 1998, au motif que la victime portait un jean moulant. Elle soutient qu’un jeans moulant demande la collaboration active de la personne qui le porte pour être enlevé, et donc qu’il s’agissait d’un rapport sexuel consensuel,.
Cette décision déclenche une protestation féministe généralisée. Le lendemain de la décision, les femmes présentes au Parlement italien protestent en portant des jeans et en montrant des pancartes « Jeans : un alibi pour le viol ». En signe de soutien, le Sénat californien fait de même. Patricia Giggans, directrice exécutive de la commission de Los Angeles contre les agressions contre les femmes (aujourd’hui Peace Over Violence) crée l'évènement « Denim Day » en 1999, qui a depuis lieu un mercredi en avril tous les ans,,.
En 2008, la décision de la Cour de cassation est définitivement annulée.
En 2011, au moins vingt États des États-Unis reconnaissent officiellement le Denim Day.
Le 24 avril 2019, le Denim Day célèbre ses 20 ans d’existence.